# Exchange Square
Exchange Square (交易廣場, Эксчейндж-скуэр) — гонконгский высотный офисный комплекс, расположенный в Центральном районе (в непосредственной близости от станций метро Гонконг и Сентрал). Состоит из трёх башен: 52-этажных One Exchange Square и Two Exchange Square (188 м каждая), построенных в 1982—1985 году, и 32-этажной Three Exchange Square (144 м), построенной в 1988 году. Имеется подземный этаж. Общая стоимость проекта по завершении строительства составила свыше 256 млн ам. долларов. Архитектором выступила гонконгская компания P & T Architects & Engineers (бывшая Palmer and Turner Hong Kong), девелопером является компания Hongkong Land (небольшая часть комплекса принадлежит Американскому клубу Гонконга и гонконгскому правительству).

## Структура
|                 |                     |                       |
| Exchange Square | One Exchange Square | Three Exchange Square |

В комплексе базируются Гонконгская фондовая биржа, штаб-квартиры компаний Hong Kong Exchanges and Clearing, Hongkong Land и Американского клуба Гонконга, гонконгские офисы международных банков Credit Suisse, Bank of Montreal, Citibank, CITIC Ka Wah Bank, Westpac и Australia and New Zealand Banking Group, офисы крупнейших юридических компаний Reynolds Porter Chamberlain, Latham & Watkins, Freshfields Bruckhaus Deringer, Allen & Overy и Allens, генеральные консульства Японии, Канады и Аргентины, торговые помещения, выставочный зал, фитнес-центр, отделение банка HSBC, несколько баров и ресторанов. Первый этаж занимает большая автобусная станция Центральная, или Central (Exchange Square) Bus Terminus.
Бывший торговый центр The Forum в декабре 2011 года закрылся на реконструкцию и был перепрофилирован в офисный центр Standard Chartered Bank (Hong Kong). Популярная пешеходная площадь перед комплексом известна своими сквером, фонтанами, статуями и зоной отдыха. Бронзовые статуи были созданы скульпторами Цзюй Мином, Элизабет Фринк и Генри Муром.